# Magnus Skarberg
Magnus Skarberg var skarprättare i Gävleborgs län mellan åren 1753 och 1762. Han efterträdde sin far Aron Skarberg som skarprättare 1753.
Det framkommer att Magnus vid flera tillfällen erhöll underhållspengar som egentligen tillsändes fadern som var blind och oförmögen att finna uppehälle. Fadern skrev ett brev till landshövdingen 1756 "huru såsom min son Magnus Skarberg nu några år bortåt uptagit min löhn i Hedesunda socken och nu därstädes är och densamma upptager, så att jag hvarken till mitt lijfs uppehälle eller till kläder på min kropp njuter af honom det ringaste". Han krävde att sonen ofördröjligen inte skulle spendera hans pengar. Magnus fortsatte förvärva faderns pengar då ytterligare ett brev skrevs till landshövdingen tre år senare.
Magnus Skarberg avvek av okänd anledning från sin skarprättartjänst 1762. Han reste omkring och hotade till sig mat och pengar från allmogen, varefter han efterlystes i juni 1763 för landstrykeri. 